# Spalatum
Spalatum (Spalatrum, Spalato; grč. Aspalathos, Ασπάλαθος), naziv za starorimsko naselje na području današnjeg Splita, koje je po nalazima iskopanim u 21. stoljeću, postojalo prije Dioklecijanove palače. Naselje se nalazilo uz južni zaljev splitskog poluotoka, gdje je, na prijelazu iz 3. u 4. stoljeće, rimski car Dioklecijan (284. – 305.) dao sagraditi svoju carsku palaču, prilikom čega je dao uništiti neke starije građevine, čiji se ostaci danas nalaze u podrumima palače.
Novija arheološka istraživanja pokazala su da se starije naselje nalazilo sjevernije od kasnije rimske palače, na području Manuša, na rakrižju ceste koja je, prema Tabuli Peutingeriani, vodila od drevnog Epetija (danas Stobreč) do Dijaninog hrama na marjanskom polutoku. Istraživanja provedena 2006. – 2007. na splitskoj rivi otkrila su postojanje drvenih pristaništa i kamenih gatova koji prethode nastanku palače. Također, 1997. godine otkriveni su ostaci ovalne rimske građevine (odeon, teatar ili amfiteatar) na lokalitetu Ad basilicas pictas, koja se datira u prijelaz iz 1. u 2. stoljeće, a gdje je u 5. stoljeću podignut ranokršćanski bazilikalni sklop s krstionicom.
Na polutoku Sustipanu koji zatvara splitsku gradsku luku sa zapada, otkriveni su ostaci ranokršćanskog groblja i bazilike, na mjestu koje je u 11. stoljeću podignut znameniti benediktinski samostan sv. Stjepana pod borovima.
Arheološka istraživanja otkrila su i postojanje villa rustica, akvedukta te brojnih nekropola, od kojih su neke starije od 3. stoljeća, na području Meja, Manuša, Gripa, Poljuda, Spinuta i Sustipana.

## Vanjske poveznice
- Split Hrvatska enciklopedija
- Ostaci Splita prije Splita su aktualizirali već poznatu priču o Spalatumu - slobodnadalmacija.hr